# Розленд (тауншип, Миннесота)
Розленд (англ. Roseland) — тауншип в округе Кандийохай, Миннесота, США. На 2000 год его население составило 477 человек.

## География
По данным Бюро переписи населения США площадь тауншипа составляет 91,0 км², из которых 91,0 км² занимает суша, a вода составляет 0,03 %.

## Демография
По данным переписи населения 2000 года здесь находились 477 человек, 157 домохозяйств и 138 семей.  Плотность населения —  5,2 чел./км².  На территории тауншипа расположено 168 построек со средней плотностью 1,8 построек на один квадратный километр. Расовый состав населения: 97,48 % белых, 1,47 % азиатов, 0,21 % — других рас США и 0,84 % приходится на две или более других рас. Испанцы или латиноамериканцы любой расы составляли 3,35 % от популяции тауншипа.
Из 157 домохозяйств в 42,7 % воспитывались дети до 18 лет, в 79,0 % проживали супружеские пары, в 3,8 % проживали незамужние женщины и в 12,1 % домохозяйств проживали несемейные люди. 10,2 % домохозяйств состояли из одного человека, при том 6,4 % из — одиноких пожилых людей старше 65 лет. Средний размер домохозяйства — 3,04, а семьи — 3,25 человека.
31,2 % населения — младше 18 лет, 7,1 % — в возрасте от 18 до 24 лет, 28,7 % — от 25 до 44, 21,0 % — от 45 до 64, и 11,9 % — старше 65 лет. Средний возраст — 35 лет. На каждые 100 женщин приходилось 115,8 мужчин.  На каждые 100 женщин старше 18 приходилось 103,7 мужчин.
Средний годовой доход домохозяйства составлял 40 625 долларов, а средний годовой доход семьи —  44 750 долларов. Средний доход мужчин —  31 429  долларов, в то время как у женщин — 21 500. Доход на душу населения составил 15 225 долларов. За чертой бедности находились 5,2 % семей и 9,1 % всего населения тауншипа, из которых 12,9 % младше 18 и 3,9 % старше 65 лет.